# Mon nom est Personne
Pour plus de détails, voir Fiche technique et Distribution.
Mon nom est Personne (Il mio nome è Nessuno) est un western spaghetti italo-franco-allemand réalisé par Tonino Valerii, sorti en 1973.
Le producteur et scénariste Sergio Leone en a confié la réalisation à son assistant Tonino Valerii.
Le film enregistre 6 710 743 entrées en Italie (6e au box-office Italie 1973-1974) et 4 732 369 entrées en France (2e au box-office France 1973).

## Synopsis
L'action se déroule en 1899 à la fin de la conquête de l'Ouest. Jack Beauregard (Henry Fonda) est un héros vieillissant qui veut quitter les États-Unis pour aller finir ses jours en Europe. Après l’avoir vu tirer rapidement sur trois hommes armés qui tentaient de le piéger dans un salon de coiffure, le fils du barbier demande à son père s’il y a quelqu'un au monde plus rapide que Beauregard, auquel le barbier répond : "Plus rapide que lui ? Personne !"
Avant de payer son passage en bateau pour le Vieux Continent, il souhaite revoir son frère Nevada Kid qui exploite une mine d'or avec un certain Sullivan, son associé. Sur sa route il croise un jeune aventurier (Terence Hill) qui se présente comme étant « Personne », admirateur facétieux de Beauregard depuis son enfance, qui multiplie les calembours et semble chercher son amitié.
Alors que des hommes de main de Sullivan essayent de le tuer, Jack Beauregard est sauvé par l'inconnu qui lui fait part de son admiration en relatant ses exploits passés du temps où Beauregard était un justicier exceptionnel connu dans la région. Il veut voir son héros d'enfance accomplir un dernier exploit : affronter à lui tout seul la Horde sauvage, une bande de 150 gangsters qui sèment la terreur dans toute la région, afin qu'il entre définitivement « dans les livres d'Histoire ». Mais Jack Beauregard n'a que faire des rêves d'enfance de Personne.
Arrivé au village de son frère, Beauregard retrouve Personne qui lui révèle la tombe de Nevada Kid. Au cours d'un faux duel d'intimidation, Personne essaye encore sans succès d'amener Beauregard à affronter la Horde sauvage. En arrivant dans une ville, Sullivan engage Personne pour tuer Beauregard, mais il aide au contraire à éliminer les hommes de Sullivan. La Horde Sauvage se rend en ville pour collecter des bâtons de dynamite et les cache dans ses sacoches.
Plus tard, un vieil homme dit à Beauregard qu’il a acheté une mine d’or sans valeur avec ses partenaires Nevada et Red, et que la mine s'est mise à produire beaucoup d’or par la suite. Beauregard se précipite à la mine et surprend Sullivan en train de charger des sacs de poudre d’or. Sullivan offre à Beauregard une part de la société, mais au lieu de venger la mort de son frère et tuer Sullivan, Beauregard dit qu’il ne pouvait pas se soucier moins de son frère, et prend seulement deux sacs, ainsi que 500 $ pour payer son passage en Europe. Il part ensuite prendre un train pour la Nouvelle-Orléans.
Il rencontre à nouveau Personne et essaye de lui expliquer pourquoi il a accepté l'or et renoncé à venger son frère : selon lui, Nevada Kid était « un salaud de la plus belle espèce qui, pour une poignée de dollars, tirait dans le dos d'un ami. » Devant la déception de Personne, Beauregard essaye de lui faire la morale et de lui expliquer qu'il ne tient pas à entrer dans l'histoire, que le « bon vieux temps » dont parle Personne n'a jamais existé. Il quitte Personne convaincu d'aller prendre un train rempli d'or qui le mènera à son bateau ; mais c'est sans compter sur la malice de Personne qui vole le train et qui lui prépare une tout autre sortie.
Alors que Beauregard s'approche du train, il découvre que Personne en est le conducteur et qu'il l'empêche de monter à bord. C'est en voyant la nuée de poussière soulevée par la Horde sauvage venant attaquer le train qu'il comprend que Personne est arrivé à ses fins : lui faire affronter seul la meute de cavaliers. Après une fusillade épique où Beauregard tue des dizaines de bandits en faisant exploser à coups de Winchester les cartouches de dynamite qu'ils gardent dans les fontes de leur selle, Personne laisse enfin Beauregard monter dans le train. Celui-ci demande alors à Personne comment il a prévu de le faire sortir de la légende après l'y avoir fait entrer. Personne répond qu'il n'y a qu'un seul moyen : le tuer. Le lendemain, dans les rues de La Nouvelle-Orléans, Personne et Beauregard s'affrontent en duel devant la foule et devant un photographe venu pour immortaliser cet instant. Beauregard est tué par Personne et le lendemain, sur sa tombe, le restant de la Horde sauvage venu se venger peut lire « Jack Beauregard, 1848-1899. Personne était plus rapide ».

La voix-off de Jack Beauregard, tel un fantôme, accompagne Personne à travers les rues de La Nouvelle-Orléans jusqu'à une échoppe de barbier où va se renouveler la première scène du film, avec cette fois Personne en victime des bandits à la place de Jack qui lui révèle la morale d'une histoire racontée à Personne par son grand-père et qui prend ici tout son sens. 

« Ceux qui te mettent dans la merde ne le font pas toujours pour ton malheur, et ceux qui t'en sortent n'agissent pas forcément pour ton bonheur ; mais surtout quand tu es dans la merde tais-toi ! »

C'est alors que la caméra entraîne le spectateur sur le bateau qui emmène un Jack Beauregard bien vivant vers l'Europe. La voix-off récitait la lettre que le vieux pistolero, revêtu d'habits de marin, est en train d'écrire à Personne, instigateur du duel truqué qui a permis à Jack de « dire adieu à l'Ouest » tout en entrant dans les livres d'Histoire.

## Fiche technique
Sauf indication contraire, les informations mentionnées dans cette section peuvent être confirmées par la base de données cinématographiques IMDb,  présente dans la section « Liens externes ».
- Titre original : Il mio nome è Nessuno
- Titre français : Mon nom est Personne
- Titre allemand : Mein Name ist Nobody
- Réalisation : Tonino Valerii[1]
- Scénario : Sergio Leone[1], Fulvio Morsella et Ernesto Gastaldi
- Musique : Ennio Morricone (direction d'orchestre : Bruno Nicolai)
- Décors : Gianni Polidori
- Costumes : Vera Marzot
- Photographie : Giuseppe Ruzzolini, Armando Nannuzzi
- Montage : Nino Baragli
- Producteurs : Sergio Leone[1], Claudio Mancini, Fulvio Morsella
- Sociétés de production : Rafran Cinematografica, Les Films Jacques Leitienne, Imp.Ex.Ci., Alcinter, Rialto Film Preben-Philipsen
- Sociétés de distribution : Titanus Distribuzione, Les Films Jacques Leitienne
- Pays de production :  Italie,  France,  Allemagne de l'Ouest[1]
- Langue originale : italien
- Format : couleur (Technicolor) — 2,35:1 — 35 mm — son mono
- Genre : western spaghetti, comédie
- Durée : 117 minutes[1]
- Dates de sortie :
  - Allemagne de l'Ouest : 13 décembre 1973 (première)
  - France : 14 décembre 1973
  - Italie : 21 décembre 1973

## Distribution
- Terence Hill (VF : Jean Fontaine) : Personne
- Henry Fonda (VF : Raymond Loyer) : Jack Beauregard
- Jean Martin (VF : lui-même) : Sullivan
- Antonio Palombi (VF : Henri Virlogeux) : Dirty
- Geoffrey Lewis (VF : Serge Sauvion) : le chef de la Horde sauvage
- R. G. Armstrong (VF : Michel Gatineau) : l'homme à la bombe (Honest John)
- Karl Braun : Jim
- Leo Gordon (VF : Jean Violette) : Red
- Steve Kanaly : le faux barbier
- Marc Mazza (VF : lui-même) : le pistolero en noir (Don John)
- Neil Summers (VF : Francis Lax) : l'Anguille (Squirrel)
- Mario Brega (VF : Jacques Alric) : Pedro
- Piero Lulli (VF : Jacques Deschamps) : le shérif
- Benito Stefanelli : Porteley
- Raimus Peets : Big Gun
- Antoine Saint-John : Scape
- Franco Angrisano (VF : Philippe Dumat) : le conducteur de train
- Alexander Allerson : Rex

## Bande originale
- 1. Il mio nome è Nessuno
- 2. Buona fortuna Jack
- 3. Il Mucchio selvaggio
- 4. Se sei qualcuno è colpa mia
- 5. Con i migliori auguri
- 6. Uno strano barbiere
- 7. Più delle valchirie
- 8. Un'insolita attesa
- 9. Balletto degli specchi
- 10. La favola dell'uccellino
- 11. Il mio nome è Nessuno (ripresa)
- 12. Buona fortuna Jack (ripresa)
- 13. Il Mucchio selvaggio (ripresa)
- 14. Uno strano barbiere (ripresa)
- 15. Il mio nome è Nessuno (ripresa Nr°2)
- 16. Se sei qualcuno è colpa mia (ripresa)
- 17. Buona fortuna Jack (ripresa Nr°2)
- 18. Il Mucchio selvaggio (ripresa Nr°2)
- 19. Uno strano barbiere (ripresa Nr°2)
- 20. Il Mucchio selvaggio (ripresa Nr°3)
- 21. Il mio nome è Nessuno (ripresa Nr°3)
- 22. Il Mucchio selvaggio (ripresa Nr°4)
- 23. Se sei qualcuno è colpa mia (ripresa Nr°2)

## Commentaires
- Un documentaire Nobody is... Perfect accompagne l'une des éditions DVD du film. Il semblerait qu'il y ait eu de vives tensions entre Valerii et Leone pendant le tournage. Le divorce entre les deux hommes a été consommé lors de la promotion du film (le nom de Leone apparaissait au sommet des affiches).
- Sergio Leone est crédité au scénario. Il semble qu'en fait Leone ait eu l'idée originale, mais que l'histoire ait été écrite par Fulvio Morsella[réf. nécessaire] (beau-frère de Leone) et Ernesto Gastaldi. Le scénario final a été écrit par Ernesto Gastaldi. Selon ce dernier, l'écriture a été très longue (« à un rythme biblique »).
- Certaines scènes ont été tournées par Sergio Leone : la première scène, le « duel de baffes » dans le saloon, et la « scène de la pissotière » (scène que Tonino Valerii trouve « affreuse »[réf. nécessaire]). Valerii prétend que Leone a voulu inclure ce « gag » car il connaissait des problèmes de prostate[réf. nécessaire].
- Le film a connu une sorte de suite, produite par Leone, avec Terence Hill comme acteur principal : Un génie, deux associés, une cloche (Damiano Damiani, 1975). L'intention de départ était bien d'en faire la suite de Mon nom est Personne, mais il a connu des problèmes liés au vol de bobines de négatifs. Il est sorti en Allemagne sous le nom Nobody ist der Größte, et distribué aux États-Unis sous forme de VHS sous le titre Nobody's the Greatest.
- Le nom « Personne » est une référence à l'épisode du cyclope dans l’Odyssée d'Homère. Il avait déjà été utilisé par Jules Verne pour le capitaine Nemo (en latin nemo signifie personne).
- « Personne » est habillé comme Trinita (On l'appelle Trinita, On continue à l'appeler Trinita, etc.). Leone a, à plusieurs occasions, déclaré qu'il était consterné par cette série de « westerns spaghettis » parodiques[réf. nécessaire].
- Durant la scène du cimetière, on peut lire le nom de Sam Peckinpah (réalisateur, entre autres, de La Horde sauvage) sur l'une des tombes.
- Durant la scène du cimetière, le « duel des chapeaux » est une référence à Et pour quelques dollars de plus de Leone. Les « cache-poussières » des membres de la Horde Sauvage évoquent ceux de la « bande de Cheyenne » dans Il était une fois dans l'Ouest du même Leone.
- La musique écrite par Ennio Morricone est, à l'instar du film, pleine d'humour et de références. Le thème musical de La Horde sauvage (L'Amas sauvage sur le CD de la bande originale) où Morricone s'auto-parodie, inclut une citation de la Chevauchée des Walkyries de Richard Wagner, joué au klaxon. Le thème de Jack (Bonne Chance, Jack) inclut une brève citation de My way (Comme d'habitude). My fault emprunte aussi le début du thème de l'homme à l'harmonica d'Il était une fois dans l'Ouest.
- Le nom du défunt « frère » de Jack Beauregard « Nevada » est « Nevada Kid ». Dans le film, Henry Fonda l'évoque de façon peu élogieuse ; il dit (dans la version française) : « D'accord Nevada était mon frère mais c'était aussi un salaud de la plus belle espèce. Pour une poignée de dollars, il tirait dans le dos d'un ami, et je ne vais pas risquer ma peau pour le venger. » Ajoutons que « Nevada Kid » ne se réfère pas au western avec Clint Eastwood mais à un film italien méconnu Per una bara piena di dollari (titre américain : Nevada Kid) de 1971 avec notamment l'acteur Klaus Kinski (le héros veut se venger de la famille de Nevada Kid qui a tué ses frères hors-la-loi).
- Dans le film Dead Man de Jim Jarmusch, un des personnages principaux, interrogé sur son nom, répond : « My name is nobody » (« Mon nom est Personne »).
- Le CD de la bande originale est distribué en France sous le titre italien du film : Il mio nome è Nessuno (Mon nom est Personne).